# 人民铁道

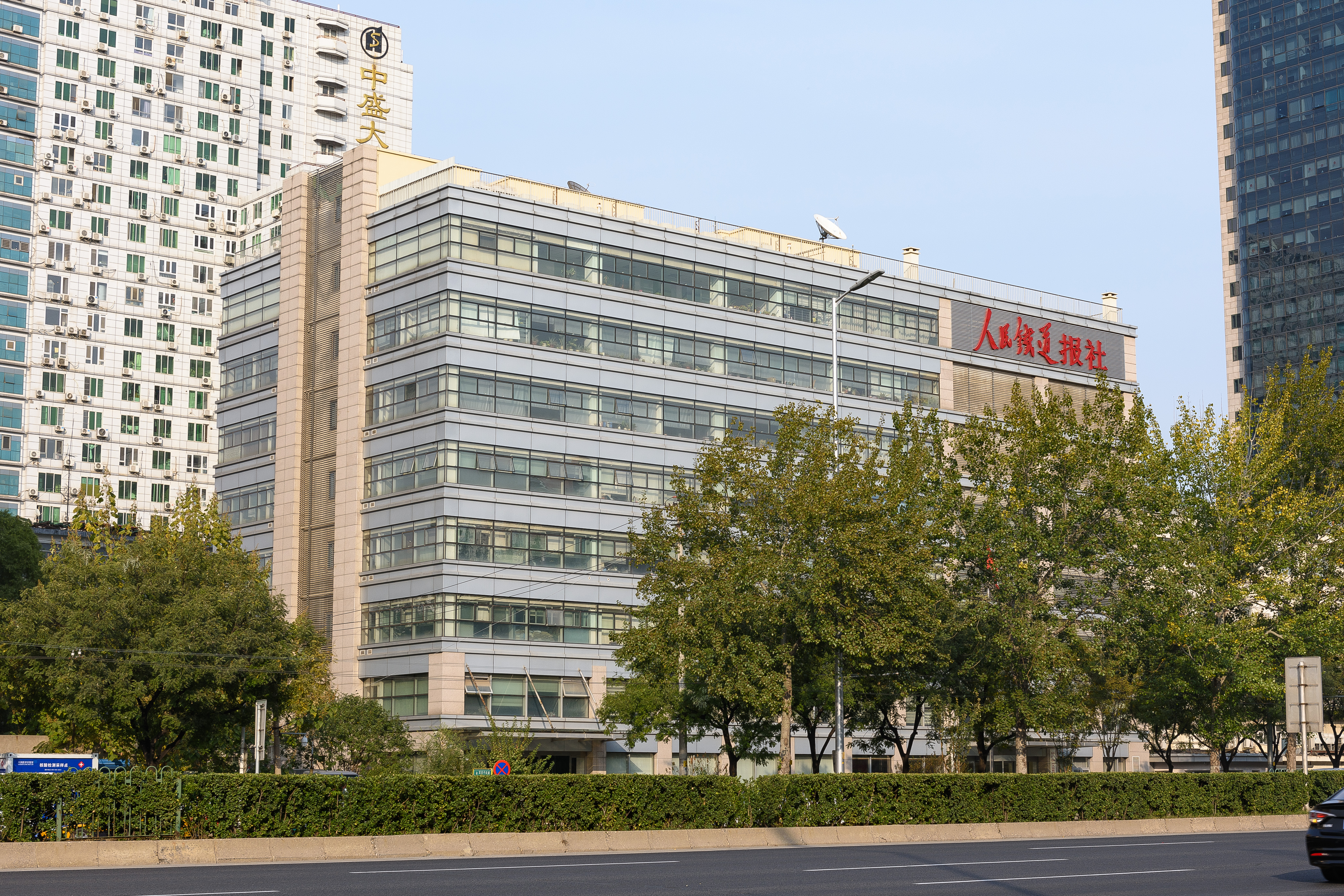
人民铁道报社

《人民铁道》（汉语拼音：Rénmín Tiědào；英语：People's Railway Daily）是中国国家铁路集团（原铁道部、中国铁路总公司）主管的一份报纸，以宣传报道中国政府的铁路政策为主，报头为中华人民共和国早期领导人毛泽东手迹，现社址位于北京市海淀区北蜂窝3号。中国统一刊号：CN11—0096，国外代号：D958。

## 历史

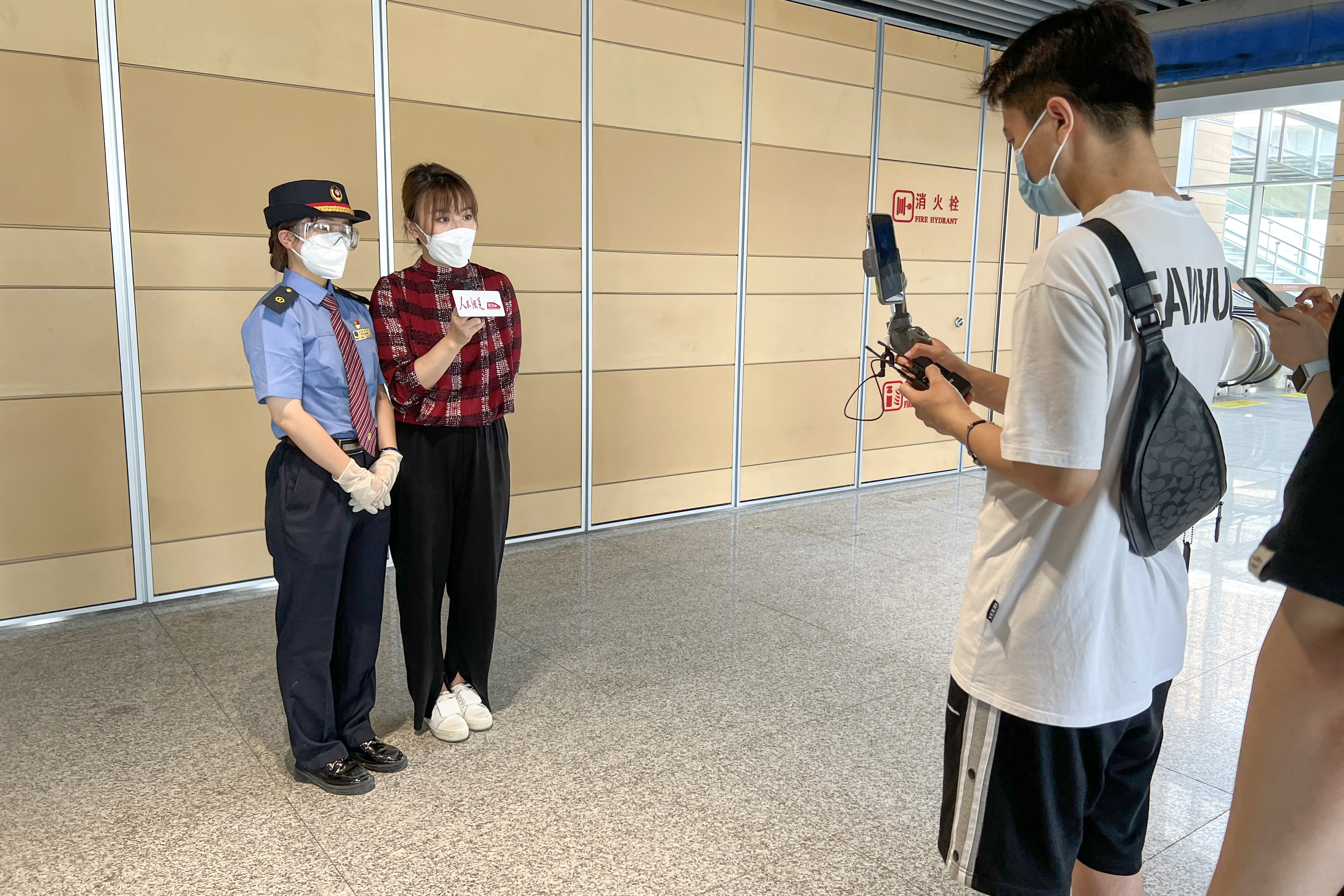
北京丰台站开通首日，车站职工与《人民铁道》记者在5号出站口进行直播

1949年5月1日于中国北京创刊，第一期发行数量为5000份；由于受中国内部政治局势影响，该报于1957年和1966年两次停刊，1979年1月1日复刊。 
2018年，报纸入选2017年全国百强报纸推荐名单。

## 经营发行
1991年1月1日自办发行，发行方式分订阅和旅客列车流动售卖两种。同大多数报刊一样，广告刊登费是该报的主要经营收入，2010年该报每期彩色整版广告刊登费为11-17万元。